# Site Castor
Site Castor è un'ex installazione militare statunitense-italiana situata in parte nel territorio comunale di Fossalta di Portogruaro e in parte in quello di Teglio Veneto (entrambe in provincia di Venezia) nel Veneto.
Il sito, che si estendeva su un'area complessiva di 20 ettari di cui 14 nel comune di Teglio Veneto e 6 in quello di Fossalta di Portogruaro ove si trovava anche l'accesso nella frazione di Alvisopoli, fu utilizzato si presume dal 1967 circa fino al luglio 1987 come deposito di "munizioni speciali" (sinonimo per munizioni nucleari) dell'Esercito statunitense destinate in caso di conflitto con il Patto di Varsavia all'impiego da parte di reparti di artiglieria italiani, appartenenti alla 3ª Brigata missili "Aquileia", con comando a Portogruaro presso la caserma Luciano Capitò,  contro un'invasione nemica attraverso la soglia di Gorizia.
A questo sito fu dato il nome in codice "Castor".

## Storia

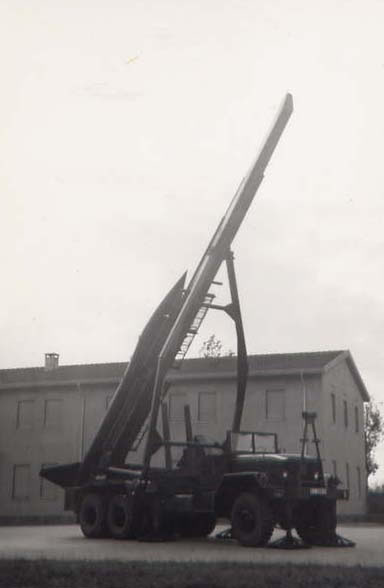
Missile MGR-1 "Honest John", presso la scuola di artiglieria di Bracciano nel 1966

L'area fu istituita presumibilmente nel 1967, come il site Rigel in Alto Adige, in base agli accordi segreti stipulati precedentemente tra il governo italiano e quello statunitense riguardanti l'impiego di armamento nucleare.
Il sito che si estendeva su 20 ettari di terreno, in aperta campagna, sorgeva, situato nei pressi dei Prati delle Parz, a pochi chilometri dalla caserma "Luciano Capitò" di Portogruaro, dove dal 1959 al 1975 era stanziato il 1°, poi 2º Gruppo del 3º Reggimento artiglieria missili "Aquileia" della 3ª Brigata missili "Aquileia", un'unità dell'esercito italiano dotata di MGR-1 "Honest John", a capacità nucleare.
Il Site Castor era composto da tre zone ben distinte: all'esterno del complesso la casermetta del corpo di guardia principale posta sulla strada di campagna di via Casermette che conduce al cancello d'entrata della prima recinzione; entrando a destra si presentava una serie di bunker mimetizzati racchiusi in una recinzione, proseguendo un centinaio di metri sempre a destra un'altra casermetta e un capannone ad uso del personale e infine più a nord un'area ristretta con doppia recinzione al cui interno era presente un bunker-capannone.
La sicurezza dell'installazione era affidata alla 2ª Compagnia fucilieri di sicurezza ed al 28th Field Artillery Detachment americano cui era affidata l'eventuale difesa ravvicinata. Per addestrare più efficacemente il personale alla difesa del materiale custodito, nel poligono di Vivaro era stato creato appositamente un sito che rispecchiava la stessa pianta di quello di Chiarano, il site Aldebaran, e il Castor. Le forze speciali che fungevano da nemici erano normalmente fornite dal Comando subacquei ed incursori della Marina Militare, dal 9º Reggimento d'assalto paracadutisti "Col Moschin" e oltre alle tecniche di attacco tradizionali "militari", gli incursori sfruttavano travestimenti da operai SIP, fattorini o vigili del fuoco.
Un paio di chilometri a nord del complesso, nel comune di Cordovado, si trovavano due siti del 58º Gruppo I.T dell'aeronautica militare, uno logistico l'altro di controllo e lancio dei missili antiaerei MIM-14 Nike Hercules con capacità nucleare. Il Gruppo era l'unità schierata più ad est del nord Italia tra i 12 Gruppi intercettori teleguidati operativi dell'Aeronautica.
Il sito cessò la sua funzione di deposito nucleare nel 1975 quando il sistema MGR-1 "Honest John" fu sostituito dal MGM-52 Lance con lo schieramento del 3º Gruppo missili "Volturno" a Codognè e Oderzo. L'area fu manotenuta e piantonata fino al 1987, anno in cui fu dismessa dall'esercito italiano.

### Usi futuri
Il Site Castor fu ceduto nel 2009 dal Demanio militare a quello civile e i sindaci dei due comuni, interessati all'acquisto, ne hanno ufficialmente formulata l'intenzione per trasformarlo in un parco naturale con fini produttivi, una fonte di energia rinnovabile, tramite l'utilizzo del fotovoltaico, del geotermico e dell'eolico.

## Le armi presenti nel Site Castor
Si presume che nel deposito si siano succedute, tra il 1967 e il 1975, diverse tipologie di ordigni nucleari tattici come:

### Mine nucleari
Si trattava di mine terrestri di potenza estremamente variabile, da 0,1 a 15 kilotoni, e di peso contenuto ad una ventina di kg. Denominate "ADM" (Atomic Demolition Munition) o SADM (Special Atomic Demolition Munition), potevano essere trasportate da uomini o da paracadutisti, e sarebbero state usate per bloccare il transito nei colli di bottiglia dei passi alpini. Uno studio dell'analista statunitense William M. Arkin del 1989 stimava in 24 ordigni la consistenza di queste armi nei depositi italiani. Le prime vennero consegnate intorno al 1963.

### Testate per missili superficie-superficie
Nel Site Castor venivano custodite fino al 1975 anche alcune delle testate nucleari e convenzionali che sarebbero state impiegate con i missili superficie-superficie MGR-1 "Honest John", poi sostituiti dai missili Lance, in dotazione al I, poi II Gruppo, del 3º Reggimento artiglieria missili “Aquileia” della Brigata missili stanziato a Portogruaro.

## Altri depositi "speciali" per le forze terrestri
Le munizioni nucleari destinate ad equipaggiare le unità con doppia capacità dell'Esercito Italiano erano custodite oltre che presso il Site Pluto di Longare a Vicenza, che era totalmente sotto il controllo statunitense e fungeva da riserva strategica di teatro oltre che da punto di transito e manutenzione delle testate, anche presso alcuni depositi dell'Esercito Italiano sorvegliati anche da reparti statunitensi. Questi depositi, tutti nel nord-est Italia, si trovavano in prossimità delle caserme che ospitavano i reparti operativi della 3ª Brigata missili "Aquileia" dotati delle artiglierie o dei missili con capacità nucleare, ovvero pronte all'immediato impiego:
- site Algol a Palù di Orsago (TV) associato alla caserma di Codognè;[1]
- site Aldebaran di Chiarano (TV) dipendente dalla caserma di Oderzo;[1]
- site Rigel di Naz-Sciaves (Bolzano), dipendente dalla caserma di Elvas a Bressanone.[1]

Successivamente, in fase di riorganizzazione, tutto il munizionamento fu riunito nel solo deposito Site Pluto, ad eccezione del Site Algol che fu mantenuto operativo fino al 1992.